# Anne Dunham
Anne Dunham (Tyne and Wear, Inglaterra; 24 de septiembre de 1948 – Broad Hinton, Inglaterra; 11 de mayo de 2025) fue una jinete paralímpica británica. Fue diagnosticada con esclerosis múltiple a los veintisiete y desde los treinta se movía en silla de ruedas.

## Carrera
Su primera aparición en los Juegos Paralímpicos fue en la edición de Atlanta 1996 donde ganó una medalla de oro en el evento por equipo y una de bronce en el evento individual.
En 2000 en Australia repitió la medalla de oro en el evento por equipos pero en el evento individual terminó en quinto lugar. Cuatro años después ganó su tercera medalla de oro en el evento por equipos junto Lee Pearson, Debbie Criddle y Nicola Tustain. En el evento individual se quedó fuera de las medallas.
En 2008 ganó su primera medalla de oro en el evento individual en el evento de prueba y en el evento libre ganó la medalla de plata, mientras que ganó por cuarta ocasión consecutiva la medalla de oro en el evento por equipos junto a Lee Pearson, Sophie Christiansen y Simon Laurens.
Luego de no participar en la edición de 2012, se retiró en la edición de 2016 donde ganó la medalla de oro en el evento por equipos junto a Natasha Baker, Sophie Wells y Sophie Christiansen, además de ganar dos medallas de plata en el evento individual.

## Distinciones
- Miembro de la Orden del Imperio Británico (MBE) en 2009 por sus servicios al deporte paralímpico.
- Oficial de la Orden del Imperio Británico (OBE) en 2017 por sus aportes al ecuestre paralímpico.[8]